# تایپوگلاسیمیا
تایپوگلاسیمیا (Typoglycemia) ترکیبی است از typo به معنای خطای تایپی و هیپوگلیسمی به معنای «کم شدن قند خون» و واژه‌ای است ابداعی برای نامگذاری فرایند شناختی خاصی در خواندن نوشتار. این پدیده در خواندن واژگان انگلیسی اتفاق می‌افتد. بر اساس این فرایند ادعا می‌شود که اگر درون یک متن حرف اول و آخر کلمات ثابت بمانند و باقی حروف درون کلمات جابجا شوند، هنوز ذهن قادر است کلمات را تشخیص دهد و بدون مشکل متن را بخواند و درک کند. نمونهٔ چنین متنی را در زیر مشاهده می‌کنید.
I cdn'uolt blveiee taht I cluod aulaclty uesdnatnrd waht I was rdanieg: the phaonmneel pweor of the hmuan mnid. Aoccdrnig to a rseearch taem at Cmabrigde Uinervtisy, it deosn't mttaer in waht oredr the ltteers in a wrod are, the olny iprmoatnt tihng is taht the frist and lsat ltteer be in the rghit pclae. The rset can be a taotl mses and you can sitll raed it wouthit a porbelm. Tihs is bcuseae the huamn mnid deos not raed ervey lteter by istlef, but the wrod as a wlohe. Scuh a cdonition is arppoiatrely cllaed Typoglycemia .
Amzanig huh? Yaeh and you awlyas thguoht slpeling was ipmorantt.
این متن در واقع ساخته یک تحقیق دانشگاهی است که توسط گراهام راولینسون (2007) در دانشگاه ناتینگهام به عنوان پایان‌نامه دکتری انجام شده است . اما به نظر می‌رسد این مورد در تمام موارد صادق نیست و در برخی موارد خواندن متن دشوار می‌شود. برای مثال
"Anidroccg to crad–cniyrrag lcitsiugnis planoissefors at an uemannd utisreviny in Bsitirh Cibmuloa, and crartnoy to the duoibus cmials of the ueticnd rcraeseh, a slpmie, macinahcel ioisrevnn of ianretnl cretcarahs araepps sneiciffut to csufnoe the eadyrevy oekoolnr."
که متن اصلی آن به این صورت است
According to card-carrying linguistics professionals at an unnamed university in British Columbia, and contrary to the dubious claims of the uncited research, a simple, mechanical inversion of internal characters appears sufficient to confuse the everyday onlooker.